# Christiane de Roepstorff
Hedevig Christiane de Roepstorff født Hedevig Christiane Willemoes (født 30. november 1843 i København, død 31. august 1896 sammesteds) var en dansk missionær og forfatter.
Roepstorff var datter af bogholder i livsforsikringsanstalten i København, kammerråd Niels Willemoes og Magdalene f. Rostrup. Hendes far tilhørte den berømte Willemoes slægt, og blandt hendes kendte farbrødre taltes blandt andre søofficer Peter Willemoes.
I 1872 giftede hun sig som 28-årig med kolonialembedsmand i Britisk Indien, Frederik Adolph de Roepstorff, som opholdte sig midlertidigt i Danmark. Hun flyttede dernæst med sin mand til Nikobarerne, som englænderne havde indrettet som deportationskoloni for forbrydere fra Britisk Indien. Roepstorff fungerede med sin mand som fængselsinspektører og skulle angiveligt, i sin mands fravær, have slået en revolte blandt fangerne ned. Hun arbejdede dog først og fremmest for den kristne mission på øgruppen. Hendes mand blev myrdet af en fængselsfange i 1883. Hun kommenterede og udgav dernæst en række af hans filologiske og teologiske arbejder posthumt fra Calcutta.
Willemoes var en bemærkelsesværdig kvindeskikkelse for sin tid, som stod sin mand trofast bi i hans gerning. Hun levede sine sidste år i København og døde i 1896.